# Wertatscha
Die Wertatscha (auch Vertatscha, slowenisch: Vrtača) ist ein 2180 m ü. A. hoher Berg in den Karawanken an der Grenze zwischen Österreich und Slowenien.
Im alten deutschsprachigen Alpinschrifttum wird er auch als Deutscher Berg (slowenisch Nemška gora) oder Zinnenwand bezeichnet. Weitere Namen sind Meniška gora (Mönchsberg) und Rtača.

## Lage und Umgebung
Die Wertatscha liegt im Hauptkamm der Karawanken, der hier die Grenze zwischen Österreich (Gemeinde Ferlach) und Slowenien (Gemeinde Žirovnica) markiert. Nach Norden hin fällt der Berg mit steilen, bis zu 600 Meter hohen Felswänden zum Bodental oberhalb von Windisch Bleiberg hin ab, die Südseite ist flacher. Im Westen wird das Massiv der Wertascha vom 1840 m hohen Bielschitzasattel begrenzt, unterhalb dessen mit der Klagenfurter Hütte ein wichtiger Stützpunkt für die Besteigung des Berges liegt. Nach Nordosten hin verläuft der Kamm weiter über die Pautzscharte (1950 m) zum Pautz (slowenisch Zelenjak, 2024 m) und zur 2025 m hohen Selenitza. Östlich fällt die Wertascha mit einer Felswand zum Kar Suho ruševje hin ab. Südöstlich liegt am 1536 m hohen Selenitzasattel die Berghütte Dom na Zelenici, ein weiterer wichtiger Stützpunkt.

## Wege zum Gipfel
Vom Bielschitzasattel aus führen Steigspuren in etwa zwei Stunden über die schrofendurchsetzten Südwesthänge zum Gipfel. Der etwas längere Anstieg vom Selenitzasattel aus über die Südhänge ist teilweise markiert. Eine Schlucht von Nordosten aus dem Suho-ruševje-Kar Schwierigkeitsgrad II, der Südostgrat (ebenfalls II) und der brüchige Westgrat vom Bielschitzasattel (III) sind bereits deutlich schwieriger.
Besondere alpinistische Bedeutung hat die Nordwand der Wertascha. 1902 gelang Eduard Pichl die Erstbegehung dieser Wand im IV. Schwierigkeitsgrad. Heute gibt es dort zahlreiche weitere Routen, davon viele im IV. und V. Grad. Historisch bedeutsam war vor allem die Erstbegehung des Nordwestpfeilers durch Kurt Maix 1925. Hier wurde erstmals in den Karawanken der V. Grad erreicht. Die Ostwand bietet mehrere weitere kurze Kletterrouten, die Ende des 20. Jahrhunderts erschlossen wurden.

## Vorfälle
Im September 2016 kam es zu Felsstürzen im Vertatscha-Kar. Die Staubwolke reichte bis zur Klagenfurter Hütte hinauf, Wanderwege wurden vorsorglich gesperrt.